# 리간제
리간제(중국어 간체자: 李干杰, 정체자: 李干傑, 병음: Li Ganjie, 1964년 11월 11일 ~ )는 중국의 정치인이다. 후난성 창사시 왕청구 출신이다. 1984년 중국공산당에 입당했다. 칭화대학교 공학물리학과를 졸업하고 원자로 공학을 전공하고 원자로 공학 및 안전 석사, 공학 석사, 수석 엔지니어를 취득했다. 제1대 생태환경부장, 중국 공산당 산둥성 위원회 부서기, 산둥성 인민정부 성장, 당 지도부 서기를 역임했다. 현재 중국공산당 중앙정치국 위원, 중앙서기처 위원, 산둥성위원회 서기, 성인민대표대회 상무위원회 주임이다.